# Nikolaus Hocker
Nikolaus Hocker (* 22. März 1822 in Neumagen-Dhron; † 21. Dezember 1900 in Köln) war Redakteur, Diplomat, Lyriker und Autor zahlreicher geschichtlicher und regionalgeschichtlicher Werke.

## Leben
Nikolaus Hocker sollte als Offizier die militärische Laufbahn einschlagen. Da er jedoch die Neigung zum Studium der Geschichte und Literatur und zur Schriftstellerei verspürte, nahm er 1842 Abschied vom Militär, um in Tübingen Germanistik zu studieren. Nach Beendigung des Studiums wurde er 1849 Redakteur der „Saar- und Moselzeitung“ in Trier. Später leitete er das „Düsseldorfer Journal“, siedelte dann 1857 nach Köln über, wo er die Leitung der „Kölner Nachrichten“ übernahm. Aufgrund seines volkswirtschaftlichen Werkes „Die Grossindustrie des Rheinlandes und Westfalens“ wurde Hocker zum Kanzler des Österreich-Ungarischen Generalkonsulates in Köln ernannt. Tiefe Freundschaft verband ihn mit den Gebrüdern Grimm und mit Karl Simrock.

## Werk
Nikolaus Hockers literarisches Schaffen ist sehr vielseitig. Neben lyrischen Werken gab er Reiseschriften über das Mosel- und Rheingebiet sowie eine Reihe von Geschichtswerken heraus, welche sich mit den damals regierenden Fürstengeschlechtern und der neueren deutschen Geschichte befassten. Außerdem lieferte er zahlreiche Beiträge mythologischen und kulturhistorischen Inhalts, welche ihm im Jahr 1857 die Doktorwürde in Tübingen eintrugen. Für seinen Freund Jakob Grimm sammelte Hocker Weistümer.

## Bibliografie (Auswahl)
- Gedichte. 1847
- Sagen, Geschichten und Legenden des Moselthals. Trier 1852
- Deutscher Volksglaube in Sang und Sage. Göttingen 1853
- Das Moselthal von Nancy bis Koblenz. Landschaft, Geschichte, Sage. (1855) Reprint Spee-Verlag, Trier 1982. ISBN 3-87760-040-9
- Engelhart u. Engeltrut. Epos. Trier 1854
- Die ethischen deutschen Sagen. Aus dem Munde des Volks und der Dichter. Trier 1857
- Die Stammsagen d. Hohenzollern u. Welfen. Ein Beitrag zur deutschen Mythologie u. Heldensage. Düsseldorf 1857
- Frauenbilder im Kranz der Dichtung. Göttingen 1858
- Carl Simrock. Leipzig. 1877
- Vom deutschen Geist. Eine Kulturgeschichte in Liedern und Sagen deutscher Dichter. Köln 1858
- Eine Eisenbahnfahrt von Köln nach Brüssel. 1859
- Der Rhein. Reisehandbuch. 1860
- Die Grossindustrie Rheinlands und Westfalens. Leipzig 1867. Nachdruck Olms, Zürich 1987, ISBN 3-487-07873-2
- Das Kaisertum der Hohenzollern 1871. 3. Aufl. Köln 1873
- Rhein-Album. Photographien von M. Ziegler mit Text von Nicolaus Hocker. Berlin (1874)
- Kaiser Wilhelm und Fürst Bismarck. Eine Geschichte ihres Lebens und ihrer Politik. 2. Aufl. Berlin 1879
- Die Chronik der Stadt Cöln : mit Illustrationen. – Düsseldorf : Arnz, 1857. Digitalisierte Ausgabe der Universitäts- und Landesbibliothek Düsseldorf